# Enomoto Takeaki
Tử tước Enomoto Takeaki (榎本 武揚 (Giả Bản Võ Dương) 25 tháng 8 1836 - 26 tháng 8 1908) là một Đô đốc Hải quân Nhật Bản trung thành với Mạc phủ Tokugawa, chiến đấu chống lại chính quyền Meiji cho đến khi kết thúc Chiến tranh Boshin, nhưng sau đó phục vụ cho chính quyền mới và là một trong những người tạo dựng nên Hải quân Đế quốc Nhật Bản.

## Tiểu sử

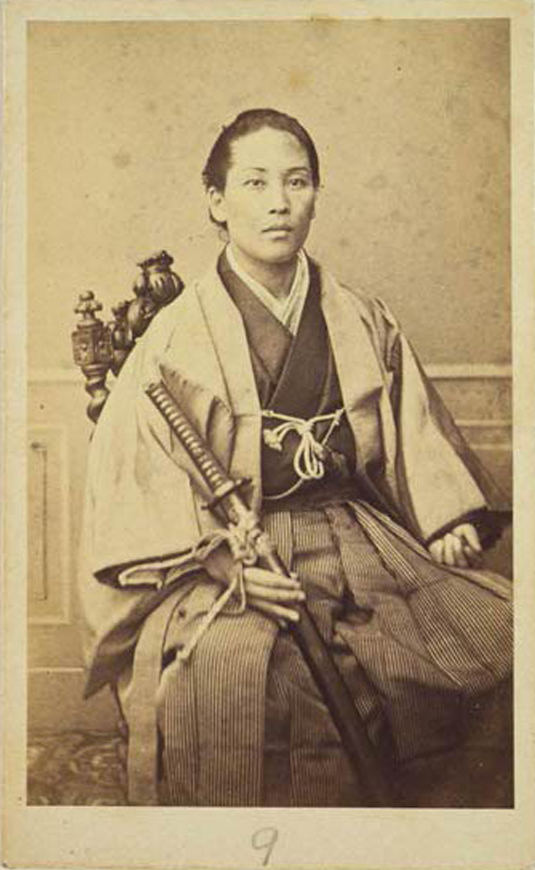
Enomoto khoảng 19 tuổi, trước khi đến châu Âu

### Tuổi trẻ
Enomoto sinh ra trong một gia đình samurai thuộc hạ của gia tộc Tokugawa ở quận Shitaya, Edo (ngày nay là Taito, Tokyo). Enomoto bắt đầu học tiếng Hà Lan vào những năm 1850, và sau khi Nhật Bản được Phó đề đốc Hải quân Hoa Kỳ Matthew Perry "mở cửa" năm 1854, ông học tại Trung tâm Huấn luyện Hải quân Nagasaki của Mạc phủ Tokugawa và tại Trung tâm Huấn luyện Thuyền chiến Tsukiji ở Edo.
Ở tuổi 26, Enomoto được cử đến Hà Lan để học kỹ thuật phương Tây trong hải chiến và để tiếp thu kỹ thuật phương Tây. Ông ở lại châu Âu từ năm 1862 đến năm 1867, và dần nói trôi chảy tiếng Hà Lan và tiếng Anh.
Enomoto trở lại Nhật Bản trên tàu Kaiyō Maru, một tàu chiến hơi nước mua từ Hà Lan của Mạc phủ Tokugawa. Trong khi ở lại châu Âu, Enomoto đã nhận rằng điện tín sẽ là một phương tiện thông tin liên lạc quan trọng trong tương lai, và bắt đầu lên kế hoạch một hệ thống để nối Edo với Yokohama. Khi trở về, Enomoto được thăng làm Kaigun Fukusosai (海軍副総裁 Hải Quân Phó Tổng Tài), cấp bậc cao thứ hai trong hải quân Tokugawa, ở tuổi 31. Ông cũng nhận tước vị Izumi-no-kami (和泉守 Họa Tuyền Thủ).

### Minh Trị Duy Tân

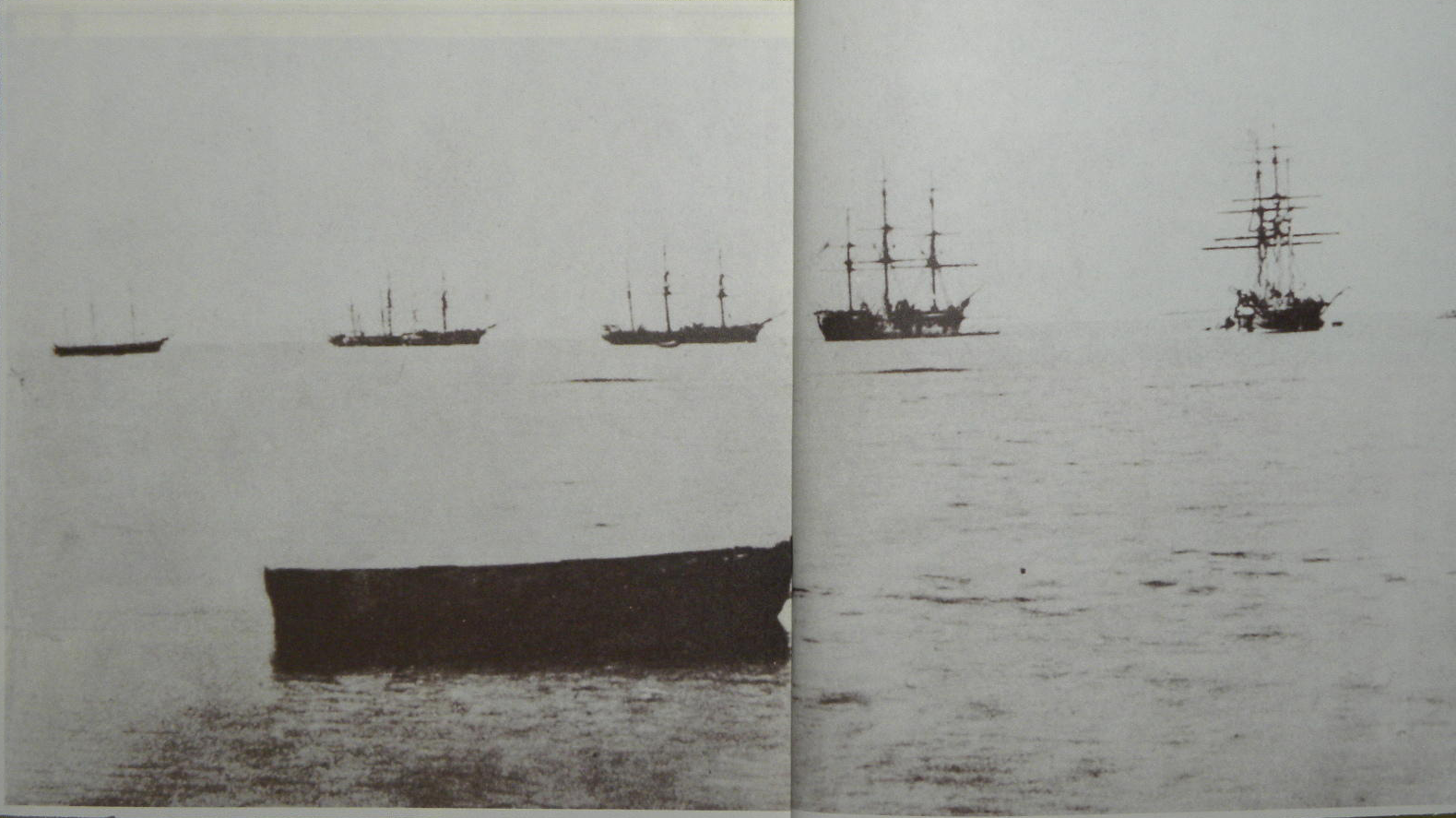
Một phần của hạm đội Enomoto Takeaki ngoài khơi Shinagawa năm 1868. Từ phải sang trái: Kaiten, Kaiyō, Kanrin, Chōgei và Mikaho. Cả Banryū và Chiyodagata đều vắng mặt

Dưới thời Minh Trị Duy tân, sau khi Edo đầu hàng năm 1868 trong chiến tranh Boshin trước lực lượng trung thành với chính quyền Meiji mới, Enomoto từ chối giao nộp các tàu chiến của mình, và chạy đến Hakodate ở Hokkaidō với những gì còn lại của Hải quân Tokugawa và một nhúm cố vấn quân sự Pháp và lãnh đạo của họ Jules Brunet. Hạm đội 8 tàu chiến hơi nước của ông là hạm đội mạnh nhất Nhật Bản vào thời điểm đó.
Enomoto hy vọng tạo ra một quốc gia độc lập dưới sự thống trị của gia đình Tokugawa ở Hokkaidō, nhưng triều đình Meiji từ chối chấp nhận sự chia cắt Nhật Bản. Ngày 25 tháng 12, những người trung thành với nhà Tokugawa tuyên bố sự ra đời của Cộng hòa Ezo và bầu Enomoto làm Tổng tài (総裁 Sosai) (tương tự như Tổng thống).
Năm sau đó, quân đội triều đình Meiji tiến đánh Hokkaidō và tiêu diệt quân đội của Enomoto trong trận Hải chiến Hakodate. Ngày 18 tháng 5 năm 1869, Cộng hòa Ezo sụp đổ, và Hokkaidō lại về nằm dưới sự cai trị của chính quyền trung ương do Thiên hoàng Meiji đứng đầu.

### Chính trị gia thời Meiji
Sau khi ông đầu hàng, Enomoto bị bắt giữ, bị buộc tội phản quốc và tống giam. Tuy vậy, các lãnh đạo của chính quyền Meiji mới (phần lớn là nhờ sự khăng khăng của Kuroda Kiyotaka) ân xá cho Enomoto năm 1872, nhận ra rằng tài năng về nhiều mặt của ông có thể hữu dụng. Enomoto trở thành một trong số ít người trung thành với nhà Tokugawa chuyển sang phục vụ cho chính quyền mới, vì nền chính trị khi đó do một nhóm người từ phiên Chōshū và Satsuma thống trị, những người có thiên kiến mạnh mẽ với những người ngoài cuộc nói chung, và đặc biệt là với những thuộc hạ cũ của nhà Tokugawa. Tuy nhiên, Enomoto là một ngoại lệ, và đi lên rất nhanh trong phe nhóm thống trị, đến vị trí cao hơn mọi thành viên của chính quyền Tokugawa cũ.

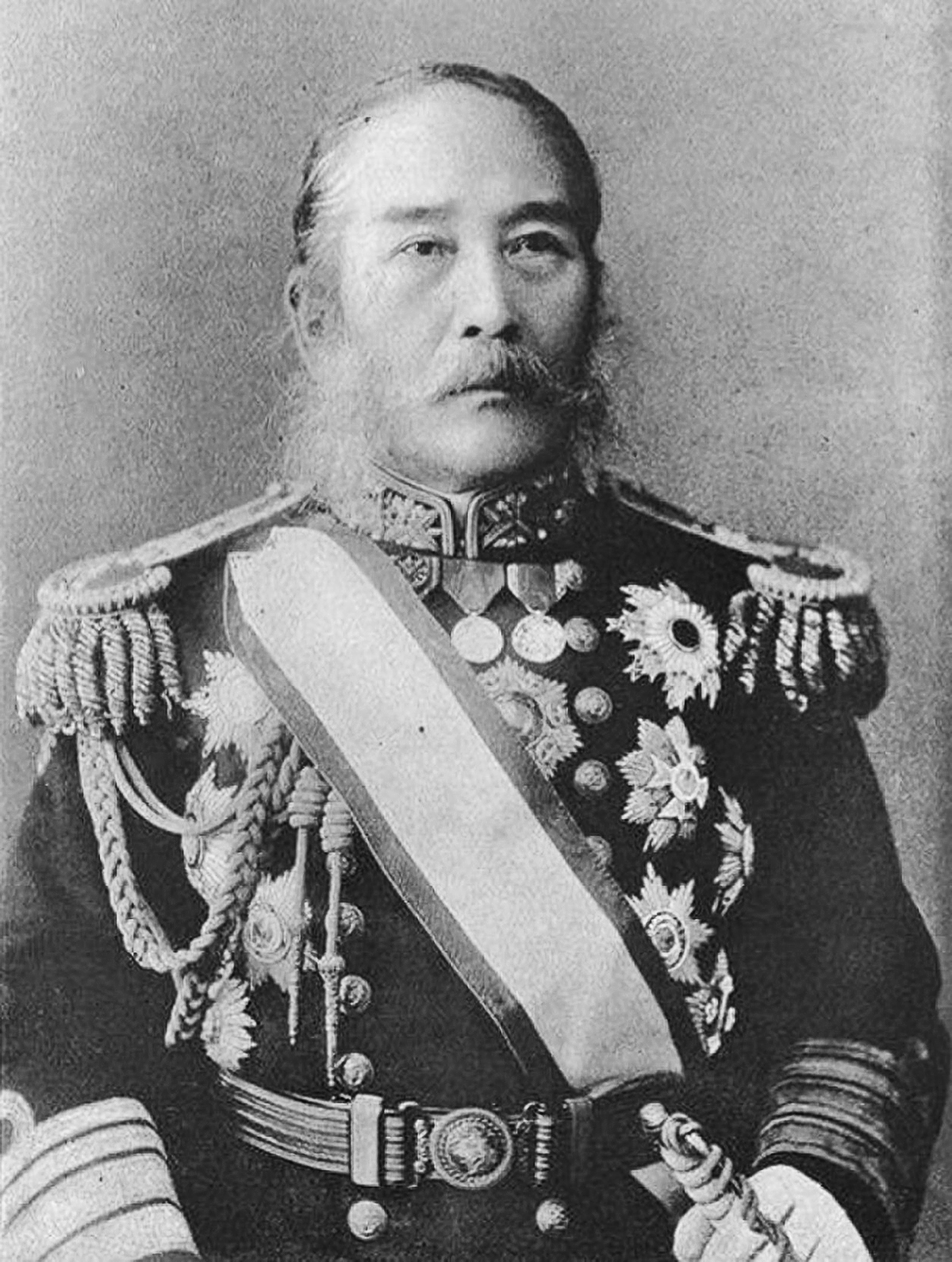
Enomoto Takeaki trong những năm sau này

Năm 1874, Enomoto được phong quân hàm Hải quân Trung tướng trong Hải quân Đế quốc Nhật Bản non trẻ. Năm sau đó, ông làm công sứ đặc biệt sang Đế quốc Nga để đàm phán Hiệp ước Saint Petersburg (1875). Kết quả thành công của hiệp ước rất được đón nhận ở Nhật Bản và làm tăng thêm uy tín của Enomoto trong nhóm cầm quyền, và việc Enomoto được chọn làm một sứ mệnh quan trọng như thế được xem là bằng chứng cho việc hòa giải giữa các kẻ thù cũ trong chính quyền.
Năm 1880, Enomoto trở thành Bộ trưởng Hải quân (海軍卿 Kaigun-kyō, Hải Quân Khanh). Năm 1885 khả năng ngoại giao của ông lại một lần nữa được dùng đến để trợ giúp Ito Hirobumi trong việc ký Điều ước Thiên Tân với nhà Thanh Trung Quốc. Sau đó, Enomoto giữ hàng loạt các vị trí cao trong chính quyền Nhật Bản. Ông là Bộ trưởng Thông tin đầu tiên của Nhật Bản (1885-1888) sau khi hệ thống nội các ra đời năm 1885. Ông cũng là Bộ trưởng Nông nghiệp và Thương mại năm 1888 và một lần nữa từ 1894 đến năm 1897, Bộ trưởng Giáo dục năm 1889-1890 và Bộ trưởng Ngoại giao năm 1891-1892.
Năm 1887, Enomoto được phong làm tử tước dưới hệ thống quý tộc kazoku, và được bầu làm thành viên của Xu mật viện.
Enomoto đặc biệt tích cực trong việc khuyến khích người Nhật di cư thông qua người định cư tại các thuộc địa trên Thái Bình Dương và Nam và Trung Mỹ. Năm 1891, ông thành lập – trái với ý nguyện của nội các Matsukata Masayoshi – một 'bộ phận về di cư' trong Bộ Ngoại giao, với nhiệm vụ khuyến khích di cư và tìm các lãnh thổ tiềm năng cho người Nhật định cư ở hải ngoại. 2 năm sau, sau khi rời khỏi chính quyền, Enomoto cũng giúp thành lập một tổ chức tư nhân, 'Hiệp hội Thuộc địa', để khuyến khích ngoại thương và di cư.
Enomoto qua đời năm 1908 ở tuổi 72. Mộ của ông hiện nằm tại chùa Cát Tường ở Tokyo.